# Belaïa (Kama)
Pour les articles homonymes, voir Belaïa.
La  Belaïa (litt. « [la] blanche »), également appelée Aguidel ou Aghidel (en russe : Белая ; en bachkir : Ағиҙел ; en tatar : Ağidel) est une rivière de Russie, qui arrose les républiques de Bachkirie (ou Bachkortostan) et du Tatarstan. C'est un affluent de la rive gauche de la Kama, elle-même affluent de la Volga.

## Géographie
Sa source est située dans le sud-ouest de l'Oural. Cette rivière est longue de 1 430 km et draine un bassin de 142 000 km2. 
La Belaïa est navigable jusqu'à Sterlitamak au printemps et jusqu'à Oufa pendant l'été.
C'est le cours d'eau le plus réputé pour la pratique du rafting dans l'Oural.

## Villes traversées
Les principales villes situées sur son cours sont Beloretsk, Ichimbaï, Oufa (à la confluence avec son principal affluent l'Oufa), Salavat, Sterlitamak, et Birsk. La Belaïa rejoint la Kama près de l'agglomération de Neftekamsk.

## Affluents

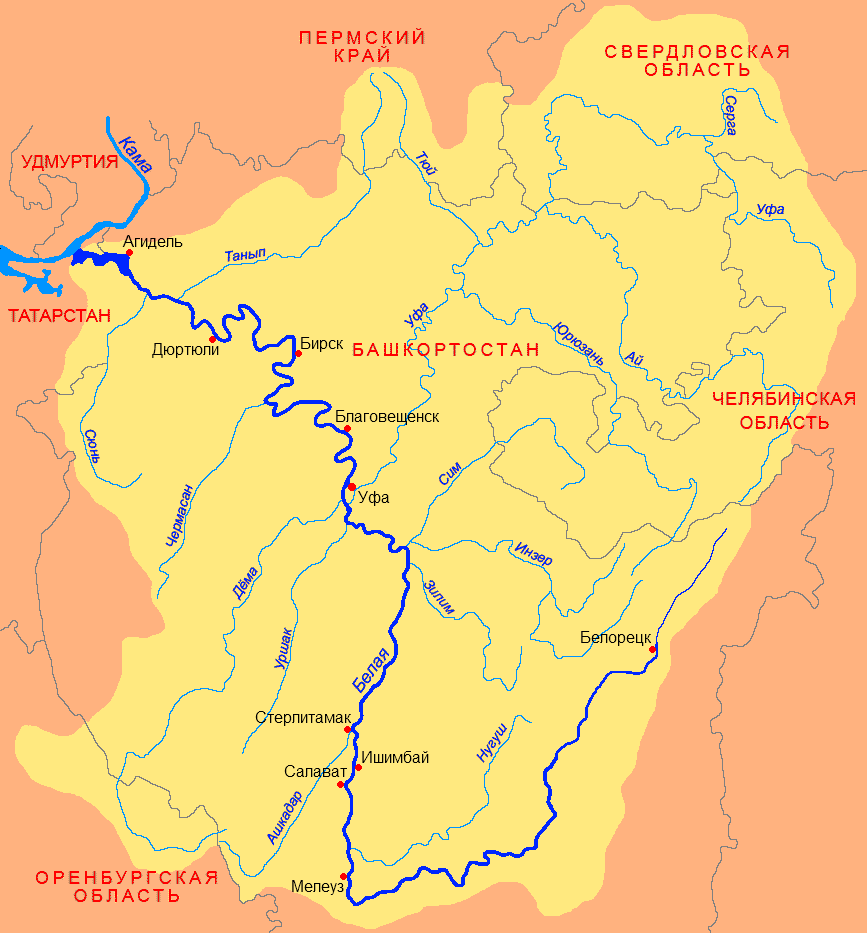
La Belaïa, son bassin et ses affluents.

Les principaux affluents de la Belaïa sont :
- en rive gauche : Achkadar (Ашкадар), Ourchak (Уршак), Dioma (Дёма), Karmassan (Кармасан), Tchermassan (Чермасан), Baza (База), Sioun (Сюнь) ;
- en rive droite : Nougouch (Нугуш), Sim (Сим), Oufa (Уфа), Bir (Бир), Tanyp (Танып).

## Hydrométrie – débits à Birsk
Le débit de la Belaïa a été observé sur une période de 105 ans (de 1881 à 1985), à Birsk, ville située à 150 kilomètres à vol d'oiseau au sud-est de son embouchure dans la Kama . 
La Belaïa est une rivière assez abondante. Le module de la rivière à Birsk est de 844 m3/s pour une surface drainée de 121 000 km2, ce qui correspond à plus ou moins 85 % du bassin versant de la rivière qui en compte 142 000. La lame d'eau écoulée dans le bassin se monte ainsi à 220 millimètres annuellement. 
La Belaïa présente les fluctuations saisonnières classiques des cours d'eau de l'est de la plaine russe. De fortes crues se déroulent au printemps, de la mi-avril à début juin (avec un maximum en mai) et résultent de la fonte des neiges. Dès le mois de juin, le débit diminue fortement, puis de plus en plus progressivement tout au long de l'été et de l'automne. Un léger rebond se produit en octobre sous l'effet des précipitations de la saison, ainsi que de la moindre évaporation à cette époque de l'année. Puis survient le long hiver avec ses neiges et ses gelées ; la rivière entre alors en saison de basses eaux. Celle-ci se déroule de novembre à début avril, avec un minimum en février-mars. 
Le débit moyen mensuel observé à l'étiage de février-mars se monte à 262 m3/s, ce qui reste bien confortable et correspond à quelque 7,5 % du débit moyen du mois de mai (3 421 m3/s). L'amplitude des variations saisonnières peut être qualifiée de moyenne dans le contexte des cours d'eau de Russie. Sur la période d'observation de 105 ans, le débit mensuel minimal a été de 122 m3/s en mars 1937, tandis que le débit mensuel maximal s'est élevé à 9 450 m3/s en mai 1914. Un débit mensuel inférieur à 150 m3/s est exceptionnel.

### Source
- (ru) La Belaïa dans la Grande Encyclopédie soviétique